# Temporada 1985-1986 del Liceu
| Temporada 1985-1986 del Liceu |                         |                  |                       | |           |                             |
| Òpera                         | Compositor              | Director musical | Director d'escena     | Papers principals | Producció | Dates                       |
| Andrea Chénier                | Umberto Giordano        | Romano Gandolfi  | Hugo de Ana           | Lando Bartolini, Vicenç Sardinero, Eva Marton, Rosa Maria Ysàs, Cecília Fondevila, Montserrat Aparici, Alfonso Echevarria, Vicenç Esteve, Giancarlo Tosi, Piero De Palma, Alfredo Heilbron |           | 22, 24, 27 i 29 de novembre |
| Moses und Aron                | Arnold Schönberg        | Uwe Mund         |                       | |           |                             |
| Semiramide                    | Gioacchino Rossini      |                  |                       | Montserrat Caballé |           | desembre                    |
| Lohengrin                     | Richard Wagner          | Christof Prick   |                       | S. Jerusalem. A. Molnar, P. Lorengar. F. Nentwig, E. Randová, E. Knodt, J. Wilsing |           | 3, 6, 9, 12 de febrer       |
| Manon Lescaut                 | Giacomo Puccini         | Maurizio Arena   | Pier-Luigi Samaritani | Raina Kabaivanska, Antonio Blancas, Jesús Pinto, Carlo Del Bosco, Piero De Palma, Jesús Castillón, Alfredo Heilbron, Rosa Maria Ysàs, Vicenç Esteve, Antoni Comas, Stefano Palatchi        |           | 3, 5, 7, 9 març             |
| Norma                         | Vincenzo Bellini        | Richard Bonynge  |                       | Joan Sutherland, Jesús Pinto, Doris Soffel, Giorgio Surian |           | març                        |
| Don Giovanni                  | Wolfgang Amadeus Mozart | Gustav Kuhn      | Vittorio Patanè       | Renato Bruson, Konstantin Sfiris, Anna Pusar, Gösta Winbergh, Veronika Kincses, Stafford Dean, Enric Serra, María Ángeles Peters                                                           |           | 7, 10, 13, 15 d'abril       |
| La traviata                   | Giuseppe Verdi          | Friedrich Haider | Karlheinz Drobesch    | Wolfgang Brendel/Leo Nucci, Edita Gruberova, Dennis O'Neill/Alfredo Kraus |           | juny                        |